# Typhlacontias rudebecki
Espèce
Typhlacontias rudebecki est une espèce de sauriens de la famille des Scincidae.

## Répartition
Cette espèce est endémique d'Angola.

## Étymologie
Cette espèce est nommée en l'honneur de Gustaf Rudebeck (1913–2005).

## Publication originale
- Haacke, 1997 : Systematics and biogeography of the southern African scincine genus Typhlacontias (Reptilia: Scincidae). Bonner Zoologische Beiträge, vol. 47, no 1-2, p. 139-163 (texte intégral).